# Rolv Ryssdal
Rolv Ryssdal (Laksevåg, 27 oktober 1914 – Tromøy, 18 februari 1998) was een Noors jurist en rechter.
Ryssdal behaalde in 1939 zijn diploma in rechtswetenschappen aan de Universiteit van Oslo. In zijn latere carrière was hij onder meer opperrechter van het Hooggerechtshof van Noorwegen (1969–1984), en vicepresident (1981–1985) en president (1985–1998) van het Europees Hof voor de Rechten van de Mens in Straatsburg.